# Kemi Adekoya
Oluwakemi "Kemi" Adekoya, född 16 januari 1993 i Lagos, är en friidrottare av nigerianskt ursprung som tävlar för Bahrain. Hon är specialiserad på 400 meter häck och har ett personbästa på 53,39 sekunder, vilket satte rekord både i Bahrain och Asien. I januari 2019 rapporterades det att Adekoya testade positivt för den illegala steroiden stanozolol i ett test i november 2018, varefter hon blev provisoriskt avstängd. Alla hennes resultat som uppnåddes efter den 24 augusti 2018 togs också bort.

## Personbästa
- 400 meter häck – 53,09 sekunder (2023)
- 400 meter – 50,72 sekunder (2016)